# Pink Bubbles Go Ape
Pink Bubbles Go Ape četvrti je studijski album njemačkog power metal sastava Helloween. Album je objavljen 21. ožujka 1991. godine, a objavila ga je diskografska kuća EMI Records. Prvi je album na kojem se ne pojavljuje Kai Hansen, kojeg je zamijenio Roland Grapow. Glazbeno je album napisan s nježnijim, manje epskim, i pomalo humorističnim elementima, što će na sljedećem albumu, Chameleon iz 1993. godine, postati glavna značajka albuma.
Na albumu se izdvajaju dva singla, a to su "Kids of the Century" i "Number One". "Kids of the Century" dospjeo je na 56. mjesto ljestvice u Ujedinjenom Kraljevstvu.

## Popis pjesama
| 1.    | »Pink Bubbles Go Ape«       | 0:36 |
| 2.    | »Kids of the Century«       | 3:51 |
| 3.    | »Back on the Streets«       | 3:23 |
| 4.    | »Number One«                | 5:13 |
| 5.    | »Heavy Metal Hamsters«      | 3:27 |
| 6.    | »Goin' Home«                | 3:51 |
| 7.    | »Someone's Crying«          | 4:18 |
| 8.    | »Mankind«                   | 6:18 |
| 9.    | »I'm Doin' Fine, Crazy Man« | 3:39 |
| 10.   | »The Chance«                | 3:47 |
| 11.   | »Your Turn«                 | 5:38 |
| 44:08 |                             |      |

## Zasluge
Helloween
- Michael Kiske – vokali, akustična gitara
- Michael Weikath – gitara
- Roland Grapow – gitara
- Markus Grosskopf – bas-gitara
- Ingo Schwichtenberg – bubnjevi

Dodatni glazbenici
- Jörn Ellerbrock – klavijature
- Peter Iversen – klavijature
- Phil Nicholas – klavijature

Ostalo osoblje
- "Dicke" Dirk Steffens - inženjer zvuka (pjesama 5 i 8)
- Storm Thorgerson - omot albuma
- "Das Meega" Pete Iversen - inženjer zvuka (pjesama 1-4, 6-8, 10-11)
- Lars "Lobby" Laversen - inženjer zvuka (pjesama 1-4, 6-8, 10-11)
- Paul Wright - inženjer zvuka (pjesama 1-4, 6-8, 10-11)
- Chris "Mega Straf" Tsangarides - produciranje (pjesama 1-4, 6-8, 10-11), miksanje, inženjer zvuka (pjesama 1-4, 6-8, 10-11)